# 于爾巴赫瓦瑟河
46°42′04″N 8°13′54″E / 46.70111°N 8.23165°E
于爾巴赫瓦瑟河是瑞士的河流，位於該國中西部，流經伯恩州，屬於阿勒河的左支流，河道全長18.8公里，流域面積68.4平方公里，河口處在因內特基爾興附近。